# لي جين (كرة سلة)
لي جين (بالصينية: 李根) مواليد 15 أغسطس 1988 في خنان، هو لاعب كرة سلة صيني. بدأ مسيرته الاحترافية في سنة 2008. يلعب مع سنجان فلاينج تايجرز في الرابطة الصينية لكرة السلة. يحمل الرقم 12. يبلغ طوله 6 قدم 5 بوصة (2.0 م). مثّل منتخب بلاده. شارك في دورة الألعاب الأولمبية الصيفية سنة 2016.

## المسيرة الاحترافية
لعب مع شانغهاي شاركس من سنة 2008 إلى 2010، ثم لعب مع تشينغداو دبلستار من سنة 2010 إلى 2012، ثم لعب مع بكين دوكز في الدوري الصيني من سنة 2012 إلى 2015، ثم لعب مع سنجان فلاينج تايجرز في سنة 2015.

## روابط خارجية
- لي جين على موقع الاتحاد الدولي لكرة السلة (الإنجليزية)
- لي جين على موقع كرة السلة الأوروبية.كوم (الإنجليزية)
- لي جين على موقع ريلجم (الإنجليزية)
- لي جين على موقع بروبوليرز (الإنجليزية)
- لي جين على موقع سبورتس رفرنس (الإنجليزية)
- لي جين على موقع أوليمبيديا (الإنجليزية)
- لي جين على موقع اللجنة الأولمبية الصينية (الإنجليزية)